# Sock (Einheit)
Sock, auch Soc, war ein Längenmaß im hinterindischen Siam, dem in die heutigen Staatsgebiete von Thailand, Kambodscha und Laos sowie Teilen von Malaysia, Myanmar und Vietnam aufgegangenen alten Königreich.
- 1 Sock = 213 Pariser Linien = 12/25 Meter = 0,48 Meter
- 1 Sock = ½ Kobida (Elle)[1]
- 80 Sock = 1 Sen/Ser
- 8000 Sock = 1 Roèning (entspricht der Meile)
- 4 Sock = 1 Voua (Klafter) = 852 Pariser Linien[2]